# Schefflera stahliana
Schefflera stahliana är en araliaväxtart som först beskrevs av Otto Warburg, och fick sitt nu gällande namn av David Gamman Frodin. Schefflera stahliana ingår i släktet Schefflera och familjen araliaväxter. Inga underarter finns listade.